# 敖飞帆
敖飞帆（1989年1月14日—），湖北省武汉市人，中国足球运动员，现时效力于中乙球队吉林百嘉，司职中场。

## 球员生涯
敖飞帆出自上海东亚梯队，2009年代表上海队获得十一运会足球比赛U20组冠军。2010年加盟家乡球队湖北绿茵队征战中国足球甲级联赛。
2014年，敖飞帆转投中乙球队江西联盛足球俱乐部，并帮助球队冲甲成功，并参加2015年中甲联赛。
2016年1月，加盟新成立的吉林百嘉足球俱乐部，参加当年中国足球协会业余联赛。